# Gonomyia (Leiponeura) dosis
Gonomyia (Leiponeura) dosis is een tweevleugelige uit de familie steltmuggen (Limoniidae). De soort komt voor in het Afrotropisch gebied.